# 柳州地区
柳州地区，广西壮族自治区已撤消的一个地区。
1970年由柳州专区改置。在今广西壮族自治区中部。辖来宾县(1981年6月29日分设合山市)、武宣县、象州县、忻城县、金秀瑶族自治县等县。行政公署驻柳州市。2003年撤消柳州地区和来宾县，设立地级来宾市和兴宾区，来宾市管辖兴宾区、武宣县、象州县、忻城县、金秀瑶族自治县，代管县级合山市。原柳州地区的鹿寨县、融安县、融水苗族自治县、三江侗族自治县划归柳州市。